# Roscoe Karns
Roscoe Karns (San Bernardino, 7 settembre 1891 – Los Angeles, 6 febbraio 1970) è stato un attore statunitense.

## Biografia
Roscoe Karns iniziò la carriera cinematografica interpretando numerosi film muti, come Ali (1927) e I mendicanti della vita (1928), entrambi diretti da William A. Wellman, ma la definitiva affermazione giunse con l'avvento del cinema sonoro. Specializzatosi in ruoli da caratterista, Karns è ricordato per le brillanti interpretazioni di Oscar Shapeley, il passeggero di autobus che infastidisce Claudette Colbert nella celebre commedia Accadde una notte (1934) di Frank Capra, e di Owen O'Malley, l'esuberante addetto stampa in Ventesimo secolo (1934), altra celebre commedia diretta da Howard Hawks. Nel 1937, la Paramount lo affiancò a Lynne Overman per interpretare una coppia di laconici detective privati in due B-movie di genere poliziesco, Murder Goes to College e Partners in Crime. Nel 1940 tornò a interpretare un reporter, nuovamente sotto la direzione di Howard Hawks, nella commedia La signora del venerdì, con Cary Grant e Rosalind Russell.
Karns lavorò intensamente durante tutti gli anni quaranta e, all'inizio degli anni cinquanta, passò alla televisione. Dal 1950 al 1954, interpretò il ruolo principale, quello dell'ispettore Rocky King, nella serie poliziesca Inside Detective, nella quale ebbe modo di recitare con suo figlio, l'attore Todd Karns. Dal 1959 al 1962, Karns interpretò l'ammiraglio Walter Shafer nei 74 episodi della serie Hennesey, telefilm di ambientazione militare, con Jackie Cooper (nel ruolo di un medico della Marina statunitense) e Abby Dalton (infermiera presso la base navale di San Diego). Dopo un'ultima apparizione sul grande schermo nella commedia brillante Lo sport preferito dall'uomo (1964), per la regia di Howard Hawks, Karns si ritirò dalle scene. Morì a Los Angeles nel 1970, all'età di 78 anni.

## Filmografia parziale

### Cinema
- The Midnight Express, regia di George W. Hill (1924)
- The Overland Limited, regia di Frank O'Neill (1925)
- Ali (Wings), regia di William A. Wellman (1927)
- I mendicanti della vita (Beggars of Life), regia di William A. Wellman (1928)
- Notti di New York (New York Nights), regia di Lewis Milestone (1929)
- Dirigibile (Dirigible), regia di Frank Capra (1931)
- The Crooked Circle, regia di H. Bruce Humberstone (1932)
- Night After Night, regia di Archie Mayo (1932)
- They Call It Sin, regia di Thornton Freeland (1932)
- Se avessi un milione (If I Had a Million), regia di Ernst Lubitsch, Norman Taurog (1932)
- Alice nel Paese delle Meraviglie (Alice in Wonderland), regia di Norman Z. McLeod (1933)
- Il giocatore (Grand Slam), regia di William Dieterle (1933)
- Rivalità eroica (Today We Live), regia di Howard Hawks, Richard Rosson (1933)
- I Sell Anything, regia di Robert Florey (1934)
- Accadde una notte (It Happened One Night), regia di Frank Capra (1934)
- Ventesimo secolo (Twentieth Century), regia di Howard Hawks (1934)
- Miss prima pagina (Front Page Woman), regia di Michael Curtiz (1935)
- Caino e Adele (Cain and Mabel), regia di Lloyd Bacon (1936)
- Dancing Co-Ed, regia di S. Sylvan Simon (1939)
- Strada maestra (They Drive by Night), regia di Raoul Walsh (1940)
- La signora del venerdì (His Girl Friday), regia di Howard Hawks (1940)
- Passi nel buio (Footsteps in the Dark), regia di Lloyd Bacon (1941)
- La donna del giorno (Woman of the Year), regia di George Stevens (1942)
- Le conseguenze di un bacio (His Butler's Sister), regia di Frank Borzage (1943)
- L'amica (Old Acquaintance), regia di Vincent Sherman (1943)
- La taverna delle stelle (Stage Door Canteen), regia di Frank Borzage (1943)
- Questo è il mio uomo (That's My Man), regia di Frank Borzage (1947)
- Texas, Brooklyn and Heaven, regia di William Castle (1948)
- È sbarcato un marinaio (Onionhead), regia di Norman Taurog (1958)
- Lo sport preferito dall'uomo (Man's Favorite Sport?), regia di Howard Hawks (1964)

### Televisione
- Inside Detective - serie TV, 10 episodi (1950-1954)
- Hennesey - serie TV, 74 episodi (1959-1962)

## Doppiatori italiani
- Paolo Stoppa in Accadde una notte
- Arrigo Colombo in Strada maestra
- Stefano Sibaldi in Le conseguenze di un bacio
- Carlo Romano in Questo è il mio uomo
- Mauro Zambuto in Se avessi un milione (ridoppiaggio 1952)
- Gianni Bonagura in Lo sport preferito dall'uomo